# Crofty
Crofty es una localidad situada en Swansea, en Gales (Reino Unido). Según el censo de 2021, tiene una población de 960 habitantes.